# Wladimir Alexandrowitsch Gussinski

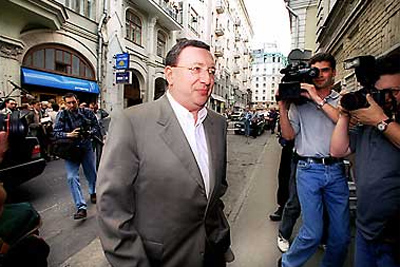
Wladimir Gussinski (2005)

Wladimir Alexandrowitsch Gussinski (russisch Владимир Александрович Гусинский; * 6. Oktober 1952 in Moskau) ist ein russischer Medienmagnat im Exil.

## Leben

### Aufstieg während der Perestroika
Gussinski war früher Theaterregisseur in Tula und arbeitete zusätzlich nebenher als Taxifahrer. Die Perestroika ermöglichte es ihm, 1987 zusammen mit Freunden eine private Genossenschaft zu gründen, die unter anderem Bekleidungsartikel und einfache Plastikwaren herstellte. In dieser Zeit lernte er andere russische Jungunternehmer kennen und es bildeten sich schnell Netzwerke. Anfang der Neunziger Jahre wurde er zum Gründer und Eigentümer der Most-Bank und Präsident der Medienholding Media-Most, zu der auch Kanal 4 (der spätere erste nationale private Fernsehsender NTW) und der Rundfunksender Echo Moskwy gehörten.

### Semibankirowschtschina 1996
Als 1996 die Wiederwahl Boris Jelzins wegen der wiedererstarkten kommunistischen Partei um Gennadi Sjuganow stark gefährdet schien, schloss Gussinski sich öffentlichkeitswirksam mit seinem Erzrivalen Boris Abramowitsch Beresowski und fünf anderen russischen Oligarchen zur „Sieben-Bankiers-Bande“ („Semibankirowschtschina“) zusammen, um dem damals amtierenden Präsidenten zum Sieg zu verhelfen, inklusive einer millionenschweren Werbekampagne.
Die Zusammenarbeit der Oligarchen erwies sich als voller Erfolg und Jelzin wurde erneut Präsident, nachdem er anfangs nur Umfragewerte im einstelligen Prozentbereich erzielen konnte.

### Probleme mit Putin
Der russische Präsident Putin ließ sich von Gussinski bei seiner Wahl 2000 zum Präsidenten finanziell unterstützen, wandte sich aber bald danach gegen ihn. Es begann eine Kaskade von Vorwürfen über nicht beglichene Schulden und Betrügereien gegen Gussinskis Unternehmen.
Zuvor hatte der Sender NTW eine Reihe von regierungskritischen Sendungen ausgestrahlt. So gab es ab Herbst 1999 regelmäßig Talkshows, bei denen über Hinweise auf die Beteiligung des FSB an den Bombenattentaten auf Moskauer Wohnhäuser diskutiert wurde. Zusätzlich hatten Gussinskis Medien sehr kritisch über das offizielle russische Vorgehen nach dem Kursk-Unglück im Sommer 2000 berichtet. Für die angeblich unfaire Berichterstattung hatte Putin Gussinski persönlich getadelt. Die Büros des Fernsehsenders NTW wurden im Jahr 2000 in über zwanzig verschiedenen Fällen von bewaffneten und maskierten privaten Sicherheitsdiensten gestürmt. In der russischen Öffentlichkeit war ein solches Vorgehen schon vorher als „Masken-Show“ getauft worden, als die Regierung ihren Kampf gegen die Korruption forcierte. Der Druck gegen Gussinksi nahm zu. Er saß einige Tage in Untersuchungshaft und wurde freigelassen, nachdem er einen Vertrag unterschrieb, der es Gazprom ermöglichte, ihm für 300 Mio. US-Dollar alle Media-Most-Aktien abzukaufen (siehe auch  Übernahme von NTW).
Anfang 2001 verließ Gussinski Russland in Richtung Spanien, um einem Haftbefehl zu entgehen. Zwischen Spanien und Russland gab es 2001 seinetwegen ein diplomatisches Drama, jedoch, genauso wie im Jahr 2004 in Griechenland, gelang es den russischen Behörden nicht, Gussinskis Auslieferung zu erreichen.

### Leben in Israel
Gussinski, dessen jüdische Vorfahren nachweislich im 15. Jahrhundert aus Spanien flüchteten, machte kein Geheimnis um seine jüdische Herkunft und war von 1996 bis 2001 Präsident des „Russischen Jüdischen Kongresses“ in Russland. Heute lebt er in Israel im Exil. Bis 2012 war er Mehrheitseigner des russischsprachigen Fernsehsenders RTVi, der in Russland über Satellit empfangen werden kann.